# 슈투룰
슈투룰은 아카드의 왕(2223 BC~2218 BC)이었다. 그는 두두왕을 계승하였으며 수메르의 지배자로서 아카드의 마지막 왕이었다. 그의 치세 말에 아카드는 정복되었고 수도는 다시 에렉(우루크)으로 돌아갔다.